# Miracruz-Bidebieta
Miracruz-Bidebieta is een van de 17 districten van de Spaanse stad San Sebastian. In het noorden grenst het aan de Cantabrische Zee, in het oosten aan de gemeente Pasaia, in het zuiden aan de districten Altza en Intxaurrondo en in het westen aan het district Ategorrieta-Ulia. In 2020 had het district 8.995 inwoners.
Het is een van de nieuwste districten van San Sebastian. Van oudsher behoorde dit gebied tot Altza, dat bij momenten een zelfstandige gemeente was, maar over het algemeen behoorde tot San Sebastian, en was bebouwd met slechts twee boerderijen. In de jaren '60 van de 20e eeuw is er het eerste woonwijkje gebouwd, aanvankelijk La Paz ("De Vrede") genaamd, naar de 25e verjaardag van het einde van de Spaanse Burgeroorlog. Dat wijkje is door Francisco Franco zelf geopend, die bij die opening een van de woningen bezocht heeft. Hij was niet tevreden over die woning en vond hem te klein voor de families die erin gehuisvest moesten worden, dat waren toen vaak families met veel kinderen. Men heeft hem daarna een grotere woning in het complex laten zien. Wat Franco nooit geweten heeft is dat meer dan de helft van de woningen nog kleiner was.
Vanaf de jaren '70 worden er meer woningbouwprojecten in gang gezet in het district, waardoor het aanzicht van het gebied blijvend veranderd is.
Aiete · Altza · Amara Berri · Antiguo · Ategorrieta-Ulia · Añorga · Centro · Egia · Gros · Ibaeta · Igeldo · Intxaurrondo · Loiola · Martutene · Miracruz-Bidebieta · Miramon-Zorroaga · Zubieta